# Albon-d'Ardèche
Albon-d'Ardèche är en kommun i departementet Ardèche i regionen Auvergne-Rhône-Alpes i sydöstra Frankrike. Kommunen ligger  i kantonen Saint-Pierreville som ligger i arrondissementet Privas. År 2022 hade Albon-d'Ardèche 158 invånare.

## Befolkningsutveckling
Antalet invånare i kommunen Albon-d'Ardèche
Referens: INSEE